# Richard Livingstone
Richard John Livingstone, född i november 1964, är en brittisk affärsman, entreprenör, företagsledare och investerare. Han är medordförande för fastighetsbolaget London & Regional Properties tillsammans med sin bror Ian Livingstone. Livingstone var också delägare i den brittiska optikerkedjan Optika Clulow Group, som hade uppemot 170 butiker, och ägdes i majoritet av brodern. De båda sålde sina aktieandelar 2011. Bröderna var också tidiga investerare i det svenska kasinoföretaget Evolution Gaming. Innan han började verka inom näringslivet, arbetade han som auktoriserad lantmätare.
Den amerikanska ekonomitidskriften Forbes rankade bröderna till att vara världens 236:e rikaste med en gemensam förmögenhet på 8,9 miljarder amerikanska dollar för den 15 april 2022.
Han har studerat på privatskolan St Paul's School i London.